# Jozef Jankech
Jozef Jankech (25 października 1937 w Šaľi) – słowacki trener piłkarski. W latach 1995–1998 był selekcjonerem reprezentacji Słowacji.

## Kariera piłkarska
W swojej karierze piłkarskiej Jankech występował w takich klubach jak: FK Šaľa, Uherské Hradiště, TTS Trenčín i TŽ Třinec.

## Kariera trenerska
Po zakończeniu kariery piłkarskiej Jankech został trenerem. W 1966 roku został szkoleniowcem TŽ Třinec i pracował w nim do 1973 roku. W latach 1975–1976 prowadził VSS Košice, w latach 1976–1978 - Lokomotívę Koszyce, a w latach 1976–1978 - Strojárne Martin. W latach 1978–1980 ponownie pracował w Lokomotívie, z którą w 1979 roku zdobył Puchar Czechosłowacji.
W 1980 roku Jankech został pierwszym zagranicznym trenerem na Cyprze, gdy objął zespół Nea Salamina. Następnie prowadził: Lokomotívę Koszyce, ZVL Žilina, olimpijską reprezentację Czechosłowacji, TTS Trenčín, Slovan Bratysława, malezyjski Kuala Lumpur FA, Jednotę VSS Košice, Inter Bratysława, Slovana Poľnonákup Levice, Qatar SC i ponownie Slovana Levice.
W lipcu 1995 roku Jankech został drugim w historii selekcjonerem reprezentacji Słowacji. Na tym stanowisku zastąpił Jozef Vengloša. Prowadził Słowację w eliminacjach do Euro 96 i do MŚ 1998. Po tych drugich został zwolniony.
Po odejściu z kadry Słowacji Jankech pracował: dwukrotnie w ZŤS Dubnica, dwukrotnie w reprezentacji Malediwów, dwukrotnie w Slovanie Bratysława i w Dukli Bańska Bystrzyca.